# Danko/Fjeld/Andersen
Danko/Fjeld/Andersen es el primer álbum de estudio del trío multinacional integrado por el canadiense Rick Danko, el noruego Jonas Fjeld y el estadounidense Eric Andersen, publicado por la compañía discográfica Rykodisc en abril de 1991. El álbum, que mezcla elementos del folk, el country y el blues, fue reeditado en 2002, después de la muerte de Danko, con el título de One More Shot. La reedición incluyó un segundo álbum con un concierto en directo ofrecido en el Moldejazz de Noruega en 1991.

## Lista de canciones
| N.º | Título                          | Escritor(es)                             | Duración |  |
| 1.  | «Driftin' Away»                 | Eric Andersen/Rick Danko/Elizabeth Danko | 5:13     |  |
| 2.  | «Blue Hotel»                    | Jonas Fjeld/Jim Sherraden                | 4:02     |  |
| 3.  | «One More Shot»                 | Paul Kennerley                           | 3:13     |  |
| 4.  | «Mary I'm Comin' Back Home»     | Eric Andersen                            | 3:42     |  |
| 5.  | «Blue River»                    | Eric Andersen                            | 4:49     |  |
| 6.  | «Judgement Day»                 | Traditional                              | 2:08     |  |
| 7.  | «When Morning Comes to America» | Jonas Fjeld/Jim Sherraden                | 4:02     |  |
| 8.  | «Wrong Side of Town»            | Eric Andersen/Jonas Fjeld/Rick Danko     | 4:53     |  |
| 9.  | «Sick and Tired»                | Eric Andersen/Rick Danko/Chris Kenner    | 3:48     |  |
| 10. | «Angels in the Snow»            | Eric Andersen/Jonas Fjeld/Ole Paus       | 4:31     |  |
| 11. | «Blaze of Glory»                | Larry Keith/Danny Morrison/Johnny Slate  | 3:21     |  |
| 12. | «Last Thing On My Mind»         | Tom Paxton                               | 3:46     |  |

## Personal
- Rick Danko: voz, guitarra acústica, bajo y contrabajo
- Jonas Fjeld: voz, guitarra acústica, pedal steel guitar y percusión
- Eric Andersen: voz, guitarra acústica, piano y armónica
- Rune Arnesen: batería y percusión
- Hallvard T. Bjorgum: violín
- Audun Erlien: bajo
- Laase Hafreager: órgano Hammond
- Garth Hudson: acordeón
- Knut Reiersrud: guitarra, piano, armónica y mandolina
- Kristin Skaare: acordeón, piano y teclados
- Martin Lisland: coros
- Solfrid Stene: coros
- Hilde Kjeldsen: coros
- Kristine Pettersen: coros